# آثار معماری لو کوربوزیه
آثار معماری لو کوربوزیه، سهمی برجسته در جنبش مدرن (به انگلیسی: The Architectural Work of Le Corbusier, an Outstanding Contribution to the Modern Movement)، یکی از میراث جهانی یونسکو است که شامل مجموعه‌ای از ۱۷ پروژه ساختمانی است که معمار فرانسوی-سوئیسی لو کوربوزیه طراحی کرده‌است. این سایت‌ها نشان می‌دهند که چگونه جنبش معماری مدرن برای پاسخگویی به نیازهای جامعه به کار رفته‌است و دامنه جهانی آثار یک سبک و یک معمار را نشان می‌دهد.

## فهرست سایت‌ها
| نگاره                                             | شماره ثبت | نام                                 | کشور، شهر                      | موقعیت                                                                    | Property Area                   | Buffer Zone                       |
| ------------------------------------------------- | --------- | ----------------------------------- | ------------------------------ | ------------------------------------------------------------------------- | ------------------------------- | --------------------------------- |
|                                                   | ۱۳۲۱–۰۰۱  | ویلای سنگی et Villa Jeanneret       | فرانسه (پاریس)                 | ۴۸°۵۱′۶٫۶۹۶″ شمالی ۲°۱۵′۵۵٫۲۶″ شرقی / ۴۸٫۸۵۱۸۶۰۰۰°شمالی ۲٫۲۶۵۳۵۰۰°شرقی    | ۰٫۰۹۷ هکتار (۰٫۲۴ جریب فرنگی)   | ۱۳٫۶۴۴ هکتار (۳۳٫۷۲ جریب فرنگی)   |
|                                                   | ۱۳۲۱–۰۰۲  | ویلا ل لاک fr                       | سوئیس (Corseaux)               | ۴۶°۲۸′۶٫۲۹″ شمالی ۶°۴۹′۴۵٫۶۱″ شرقی / ۴۶٫۴۶۸۴۱۳۹°شمالی ۶٫۸۲۹۳۳۶۱°شرقی      | ۰٫۰۴ هکتار (۰٫۰۹۹ جریب فرنگی)   | ۵٫۸ هکتار (۱۴ جریب فرنگی)         |
|                                                   | 1321-003  | Cité Frugès de Pessac               | فرانسه (پوسک)                  | ۴۴°۴۷′۵۶٫۰۰۴″ شمالی ۰°۳۸′۵۲٫۳۶۸″ غربی / ۴۴٫۷۹۸۸۹۰۰۰°شمالی ۰٫۶۴۷۸۸۰۰۰°غربی | ۲٫۱۷۹ هکتار (۵٫۳۸ جریب فرنگی)   | ۲۶٫۴۷۵ هکتار (۶۵٫۴۲ جریب فرنگی)   |
|                                                   | 1321-004  | Maison Guiette                      | بلژیک (آنتورپ)                 | ۵۱°۱۱′۱٫۲۰۱″ شمالی ۴°۲۳′۳۵٫۷″ شرقی / ۵۱٫۱۸۳۶۶۶۹۴°شمالی ۴٫۳۹۳۲۵۰°شرقی      | ۰٫۰۱۰۳ هکتار (۰٫۰۲۵ جریب فرنگی) | ۶٫۷۵۳۱ هکتار (۱۶٫۶۸۷ جریب فرنگی)  |
|                                                   | 1321-005  | Maisons de la Weissenhof-Siedlung   | آلمان (اشتوتگارت)              | ۴۸°۴۷′۵۹٫۴۴۲″ شمالی ۹°۱۰′۳۹٫۵۹۴″ شرقی / ۴۸٫۷۹۹۸۴۵۰۰°شمالی ۹٫۱۷۷۶۶۵۰۰°شرقی | ۰٫۱۱۶۵ هکتار (۰٫۲۸۸ جریب فرنگی) | ۳۳٫۶۲۱۳ هکتار (۸۳٫۰۸۰ جریب فرنگی) |
|                                                   | ۱۳۲۱–۰۰۶  | ویلا ساوا                           | فرانسه (پوآسی)                 | ۴۸°۵۵′۲۷٫۹۲۳″ شمالی ۲°۱′۴۲٫۰۳۸″ شرقی / ۴۸٫۹۲۴۴۲۳۰۶°شمالی ۲٫۰۲۸۳۴۳۸۹°شرقی  | ۱٫۰۳۶ هکتار (۲٫۵۶ جریب فرنگی)   | ۱۵۵٫۵۸۵ هکتار (۳۸۴٫۴۶ جریب فرنگی) |
|                                                   | ۱۳۲۱–۰۰۷  | ساختمان کلارته                      | سوئیس (ژنو)                    | ۴۶°۱۲′۰٫۵۷۶″ شمالی ۶°۹′۲۳٫۰۷۲″ شرقی / ۴۶٫۲۰۰۱۶۰۰۰°شمالی ۶٫۱۵۶۴۰۸۸۹°شرقی   | ۰٫۱۵ هکتار (۰٫۳۷ جریب فرنگی)    | ۱٫۸ هکتار (۴٫۴ جریب فرنگی)        |
| پرونده:Paris - Immeuble Molitor (27313891952).jpg | 1321-008  | Immeuble locatif à la Porte Molitor | فرانسه (پاریس، بولونی-بیانکور) | ۴۸°۵۰′۳۶٫۲۰۴″ شمالی ۲°۱۵′۴٫۶۴۴″ شرقی / ۴۸٫۸۴۳۳۹۰۰۰°شمالی ۲٫۲۵۱۲۹۰۰۰°شرقی  | ۰٫۰۳۲ هکتار (۰٫۰۷۹ جریب فرنگی)  | ۵۷٫۱۱۳ هکتار (۱۴۱٫۱۳ جریب فرنگی)  |
|                                                   | ۱۳۲۱–۰۰۹  | اونیته دبیتاسیون                    | فرانسه (مارسی)                 | ۴۳°۱۵′۴۰٫۹۳۲″ شمالی ۵°۲۳′۴۶٫۲۴۸″ شرقی / ۴۳٫۲۶۱۳۷۰۰۰°شمالی ۵٫۳۹۶۱۸۰۰۰°شرقی | ۳٫۶۴۸ هکتار (۹٫۰۱ جریب فرنگی)   | ۱۱۹٫۸۳۳ هکتار (۲۹۶٫۱۱ جریب فرنگی) |
|                                                   | 1321-010  | La Manufacture à Saint-Dié fr       | فرانسه (سن-دیه-ده-ووژ)         | ۴۸°۱۷′۲۶٫۹۵۲″ شمالی ۶°۵۷′۰٫۹″ شرقی / ۴۸٫۲۹۰۸۲۰۰۰°شمالی ۶٫۹۵۰۲۵۰°شرقی      | ۰٫۷۶۲ هکتار (۱٫۸۸ جریب فرنگی)   | ۶۴٫۹۱۲ هکتار (۱۶۰٫۴۰ جریب فرنگی)  |
|                                                   | ۱۳۲۱–۰۱۱  | خانه کروتچت                         | آرژانتین (لا پلاتا)            | ۳۴°۵۴′۴۰٫۸۳″ جنوبی ۵۷°۵۶′۳۰٫۵۷″ غربی / ۳۴٫۹۱۱۳۴۱۷°جنوبی ۵۷٫۹۴۱۸۲۵۰°غربی   | ۰٫۰۲۷ هکتار (۰٫۰۶۷ جریب فرنگی)  | ۶٫۹۶۵ هکتار (۱۷٫۲۱ جریب فرنگی)    |
|                                                   | ۱۳۲۱–۰۱۲  | کلیسای رونشان                       | France (Ronchamp)              | ۴۷°۴۲′۱۶٫۱۶۴″ شمالی ۶°۳۷′۱۴٫۸۰۸″ شرقی / ۴۷٫۷۰۴۴۹۰۰۰°شمالی ۶٫۶۲۰۷۸۰۰۰°شرقی | ۲٫۷۳۴ هکتار (۶٫۷۶ جریب فرنگی)   | ۲۳۹٫۶۶۱ هکتار (۵۹۲٫۲۲ جریب فرنگی) |
|                                                   | 1321-013  | Cabanon de Le Corbusier             | فرانسه (رکبرون-کاپ-مارتن)      | ۴۳°۴۵′۳۴٫۹۹۲″ شمالی ۷°۲۷′۴۸٫۲۴″ شرقی / ۴۳٫۷۵۹۷۲۰۰۰°شمالی ۷٫۴۶۳۴۰۰۰°شرقی   | ۰٫۱۹۸ هکتار (۰٫۴۹ جریب فرنگی)   | ۱۷۶٫۱۷۲ هکتار (۴۳۵٫۳۳ جریب فرنگی) |
|                                                   | 1321-014  | Complexe du Capitole                | هند (چندی‌گر)                   | ۳۰°۴۵′۲۷″ شمالی ۷۶°۴۸′۲۰″ شرقی / ۳۰٫۷۵۷۵۰°شمالی ۷۶٫۸۰۵۵۶°شرقی             | ۶۶ هکتار (۱۶۰ جریب فرنگی)       | ۱۹۵ هکتار (۴۸۰ جریب فرنگی)        |
| پرونده:Sainte Marie de La Tourette 2007.jpg       | 1321-015  | Couvent Sainte-Marie-de-la-Tourette | فرانسه (Éveux)                 | ۴۵°۴۹′۹٫۸۲۶″ شمالی ۴°۳۷′۲۱″ شرقی / ۴۵٫۸۱۹۳۹۶۱۱°شمالی ۴٫۶۲۲۵۰°شرقی         | ۱۷٫۹۲۳ هکتار (۴۴٫۲۹ جریب فرنگی) | ۹۹٫۸۷۲ هکتار (۲۴۶٫۷۹ جریب فرنگی)  |
|                                                   | ۱۳۲۱–۰۱۶  | موزه ملی هنر غرب                    | ژاپن (توکیو)                   | ۳۵°۴۲′۵۵″ شمالی ۱۳۹°۴۶′۳۳″ شرقی / ۳۵٫۷۱۵۲۸°شمالی ۱۳۹٫۷۷۵۸۳°شرقی           | ۰٫۹۳ هکتار (۲٫۳ جریب فرنگی)     | ۱۱۶٫۱۷ هکتار (۲۸۷٫۱ جریب فرنگی)   |
|                                                   | 1321-017  | Maison de la Culture de Firminy     | فرانسه (Firminy)               | ۴۵°۲۲′۵۹٫۴۸۴″ شمالی ۴°۱۷′۲۰٫۶۴۱″ شرقی / ۴۵٫۳۸۳۱۹۰۰۰°شمالی ۴٫۲۸۹۰۶۶۹۴°شرقی | ۲٫۶۰۱ هکتار (۶٫۴۳ جریب فرنگی)   | ۹۰٫۰۰۸ هکتار (۲۲۲٫۴۱ جریب فرنگی)  |